# Lochhead (Whiskybrennerei)
Lochhead, manchmal auch Lochead geschrieben, war eine Whiskybrennerei in Campbeltown, Argyll and Bute, Schottland. Sie ist benannt nach ihrer Lage am Kopf des Campbeltown Lochs, einer Meeresbucht. Nach der Landgewinnung des heutigen Kinloch Park, befand sie sich jedoch nicht mehr direkt an der Bucht.
Die Brennerei wurde 1824, also im gleichen Jahr wie Dalaruan, Longrow und Meadowburn, von A. & R. McMurchy & Co. gegründet. Hierzu wurde eine Mühle umgebaut und umliegende Gebäude zu einem Betrieb zusammengezogen. Im Jahre 1833 erwarben William und James Taylor, die auch Eigentümer der Meadowburn-Brennerei waren, das Unternehmen. Sie führten den Betrieb bis zu seinem Verkauf an J. B. Sherriff & Co. Ltd., die auch Teilhaber der Bowmore- und Lochindaal-Brennereien waren, im Jahre 1895. Nachdem die Brennerei in finanzielle Schwierigkeiten geraten war, erwarben 1920 Benmore Distilleries Ltd., denen auch die Benmore- und Dallas-Dhu-Brennereien gehörten, den Betrieb. 1928 wurde der Betrieb eingestellt. Lochhead war die letzte von 16 Brennereien, die in Campbeltown innerhalb der 1920er Jahre geschlossen wurde und ist nach Benmore und Rieclachan die drittletzte bis heute. Die Gebäude wurden zwischenzeitlich abgerissen. Auf dem Gelände befindet sich nun ein Supermarkt, dessen Parkplatz auf dem Grund der ehemaligen Hazelburn-Brennerei liegt. Um den Standort einer ehemaligen Brennerei zu markieren, ist auf seinem Dach eine kleine Pot Still angebracht.
Als Alfred Barnard im Rahmen seiner Whiskyreise im Jahre 1885 die Brennerei besuchte, verfügte sie über eine jährliche Produktionskapazität von 111.000 Gallonen. Hierzu standen eine 3300 Gallonen fassende Grobbrandblase (Wash Still), welche zu dieser Zeit die größte Campbeltowns war, und eine 1800 Gallonen fassende Feinbrandblase (Spirit Still) zur Verfügung. Es wurde ein Malt Whisky produziert.